# Granville (schip, 1913)
De Granville was een Panamees stoomvrachtschip van 4.071 ton, dat in de Tweede Wereldoorlog door een Duitse onderzeeboot tot zinken werd gebracht.

## Geschiedenis
Het schip werd onder de naam Tabarka in februari 1913 afgebouwd op de scheepswerf van W. Gray & Co. West Hartlepool, voor de eerste eigenaar La Tunisienne SS Co. Ltd (F.C. Strick & Co.), Swansea, Wales.
In 1932 werd het schip verkocht aan Finland en herdoopt als Wipunen voor Antti Wihuri, Helsinki. Op 27 december 1941 werd de Wipunen gevorderd door de Amerikaanse overheid in Norfolk (Virginia), hernoemd als Granville en geregistreerd in Panama.
Haar reisroute in maart 1943, als onderdeel van konvooi SC-122, vertrok vanuit Boston – New York naar IJsland. Ze had een 47-koppige bemanning aan boord en haar vracht bestond uit 3.700 ton Brits en Amerikaans militair materieel en dito opgeslagen goederen, 500 zakken U.S. post en een invasie-aak als deklading.

## Haar einde
Omstreeks 14.52 uur op 17 maart 1943 vuurde de U-338 van Manfred Kinzel enkele torpedo's naar konvooi SC-122 en namen één rake torpedotreffer waar en hoorden drie ontploffingen die mogelijk ook dieptebommen waren. De Granville, met kapitein Friedrich Matzen als gezagvoerder, werd getroffen door één torpedo aan bakboordzijde waardoor brand uitbrak in ruim 2. De machinekamer werd overstroomd door een zondvloed van zeewater, doordat de stalen ruimdeur, tussen de machineruimte en ruim 2 openstond, omdat men bezig was steenkool te transporteren vanuit de kolenbunkers naar de stookketelruimte. Tien bemanningsleden, waaronder machinisten en stokers, die er op dat moment aan het werk waren, werden meteen gedood. Het vrachtschip brak midscheeps in twee stukken en zonk daarna binnen de 15 minuten, in positie 52°50 N. en 30°35' W. waarbij het ook twee artilleristen met zich meenam.
De 35 overlevende bemanningsleden, waarvan 11 artilleristen en één passagier, onder wie een Amerikaanse luitenant-kolonel, verlieten het zinkende wrak in reddingsboten en vlotten. De overlevenden, met inbegrip van kapitein Matzen, werden opgepikt, ongeveer een uur later door het Britse korvet HMS Lavender (K 60) (Lt. G. Pilcher, RNR). De Lavender bracht hen naar Liverpool op 23 maart. De tweede officier van de Granville stierf aan zijn opgelopen verwondingen op het korvet en werd daarna met militaire eer op zee begraven.